# Reducción voluntaria de emisiones

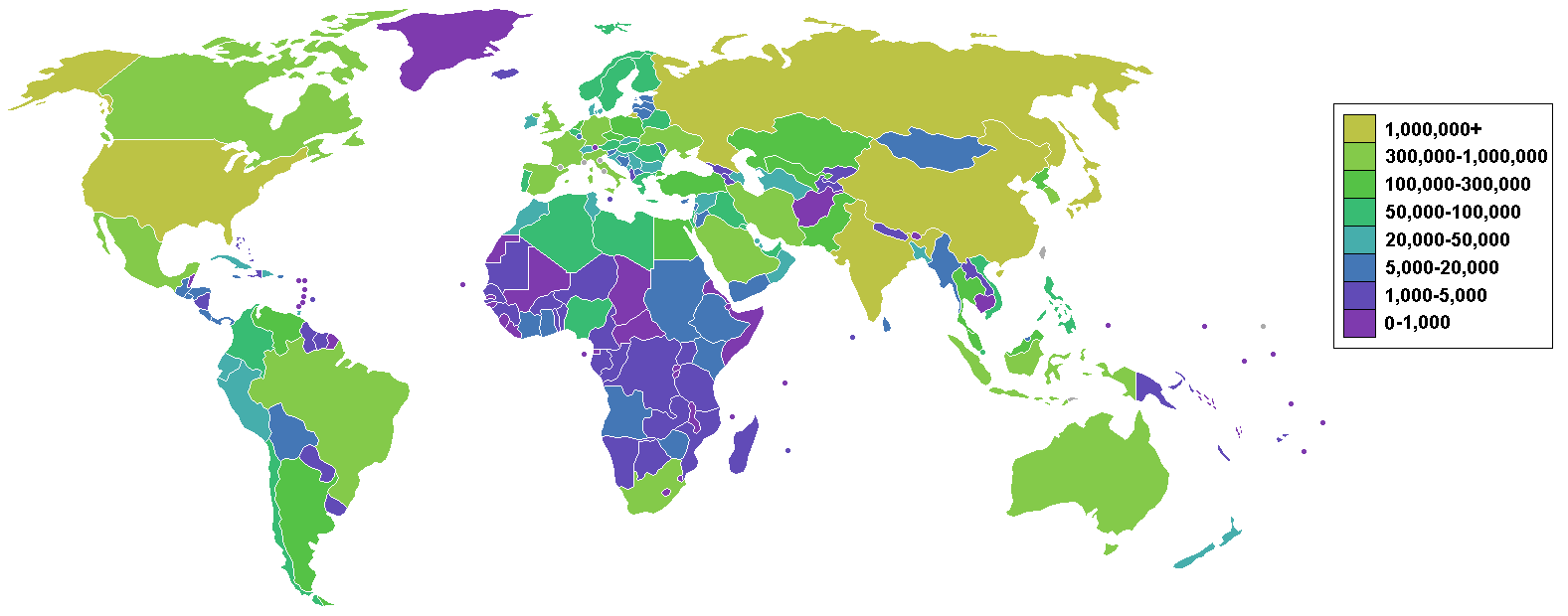
Mapa del mundo con los países coloreados en una gama de azul (menos emisiones) a verde amarillento (más emisiones)

La reducción voluntaria de emisiones o reducción verificada de emisiones (VER por sus siglas en inglés) es una compensación de carbono intercambiada en el mercado voluntario o directo (over-the-counter market) de créditos de carbono. Las VER normalmente se certifican a través de un proceso de certificación voluntario.
Las VER son habitualmente creadas por proyectos verificados fuera del Protocolo de Kioto. Una VER equivale a 1 tonelada de emisiones de CO2e. A través de este sistema, las industrias y los individuos compensan voluntariamente sus emisiones de gases de efecto invernadero o proporcionan una contribución adicional para mitigar el calentamiento mundial.
Las VER se pueden desarrollar y calcular según alguno de los varios estándares VER que existen. Dichos estándares definen reglas sobre cómo se miden las reducciones de emisiones y proporcionan garantías para los compradores de las VER. Como mínimo todas las VER tendrían que ser verificadas por un tercero independiente (del primero, el vendedor, y el segundo, el comprador).

## Diferencia entre la reducción voluntaria de emisiones y la reducción certificada de emisiones
La reducción voluntaria de emisiones o reducción verificada de emisiones (VER por las siglas de Voluntary Emission Reduction o Verified Emission Reduction) es diferente del certificado de reducción de emisiones o reducción certificada de emisiones (CER por las siglas de Certified Emission Reduction). La primera se hace fuera del Protocolo de Kioto, mientras que la segunda es emitida por el consejo ejecutivo del Mecanismo de desarrollo limpio, un acuerdo suscrito en dicho protocolo.